# Eloy Alfaro
José Eloy Alfaro Delgado (25. června 1842 Montecristi – 28. ledna 1912 Quito) byl ekvádorský politik, důstojník a podnikatel. Jako prezident v letech 1895–1901 a 1906–1911 vedl „liberální revoluci“. Byl znám pod přezdívkou Viejo Luchador (Starý bojovník).
Narodil se v provincii Manabí v rodině španělského politického exulanta. Hlásil se ke svobodnému zednářství a byl odpůrcem klerikalismu v ekvádorské politice. Roku 1855 se stal generálmajorem, bojoval po boku Josého Maríi Urviny. Obhajoval zájmy obchodníků z přímořské části Ekvádoru proti centrální vládě a usiloval o svržení konzervativního prezidenta Gabriela Garcíi Morena. Po neúspěšné rebelii odešel do Panamy, kde se spřátelil s liberálně zaměřeným spisovatelem Juanem Montalvem. V roce 1878 založil Ekvádorskou radikální liberální stranu.
V červnu 1895 Alfaro vedl státní převrat, který svrhl úřadujícího prezidenta Vicenteho Lucia Salazara. Stal se hlavou státu a v roce 1897 byl potvrzen ve volbách. Usiloval o modernizaci země, podporoval školství a stavbu železnic, provedl pozemkovou reformu a zrovnoprávnil domorodé obyvatelstvo. Ze jeho vlády došlo ke zrušení trestu smrti a cenzury, v roce 1900 byl přijat nový státní znak Ekvádoru. V roce 1901 se stal jeho nástupcem Leónidas Plaza, který se však odklonil od reformní linie. Roku 1906 se proto Alfaro s podporou armády vrátil do prezidentské funkce a inicioval přijetí nové ústavy, jejímž základem byla odluka církve od státu. Znovu byl svržen 11. srpna 1911 a odešel do emigrace. V lednu 1912 se vrátil do země a pokusil se vrátit k moci, byl však poražen a uvězněn. V neděli 28. ledna 1912 došlo k události známé jako La Hoguera Bárbara (Barbarská vatra), kdy dav Alfarových protivníků vtrhl do věznice v Quitu, exprezidenta a jeho blízké spolupracovníky vyvlekl ven a zlynčoval, jejich mrtvoly pak zohavil a spálil.
V Guayaquilu se nachází Alfarův památník. K jeho odkazu se hlásila v osmdesátých letech guerillová skupina Alfaro Vive ¡Carajo! V roce 2005 byl v televizní anketě zvolen největším Ekvádorcem všech dob. Jeho portrét se nachází na ekvádorské minci v hodnotě 50 centavos.